# Quercus camusiae
Quercus camusiae — вид дубів, ендемік В'єтнаму.

## Морфологічна характеристика
Дерево 12–15(20) метрів; стовбур у діаметрі 35–50 см. Листки 9–13 × (2.5)3–5.5 см, довгасті чи яйцеподібні; верх безволосий і блискучий; низ тьмяний, ± безволосий; край не хвилястий, майже цільний, з кількома низькими зубцями у верхівковій 1/4; ніжка листка 10–16 мм завдовжки, з опадним жовтуватим ворсом. Жолудь майже кулястий, 15–20 мм завдовжки, густоволохатий, темно-коричневий; від 2 до 4 разом; чашечка охоплює менше половини горіха, білувато оксамитова, з 6 кільцями луски; дозрівання перший рік.

## Поширення
Ендемік пд.-сх. В'єтнаму. Населяє вологі гірські ліси на висотах 990–1500 метрів